# Ronald Radosh
Ronald Radosh (New York, 1937) è uno scrittore, docente, storico ed ex marxista statunitense, conosciuto per il caso di spionaggio Rosenberg. Insieme ai suoi genitori era, come ha descritto nelle sue memorie, un membro del Partito Comunista degli Stati Uniti fino al disgelo di Nikita Chruščëv. Successivamente è diventato un attivista della New Left (Nuova Sinistra) e contrario alla guerra del Vietnam.

## Biografia
Nato a New York City, figlio di Reuben Radosh e Ida Kretschman, immigrati ebrei dall'Europa orientale. Ha affermato che il suo primo ricordo è di essere stato portato a una parata del Primo Maggio a Union Square a New York.
Negli anni Quaranta e Cinquanta frequentò la Little Red School House e la Elisabeth Irwin High School, entrambe scuole private frequentate principalmente dai figli dei comunisti di New York. Ha anche frequentato il Campo Woodland for Children, gestito dai comunisti, nei monti Catskill.  Le sue memorie descrivono vividamente gli incontri scolastici con Mary Travers, Woody Guthrie e Peter Seeger.  Il 19 giugno 1953 manifestò a Union Square con altri membri della Labour Youth League contro l'esecuzione di Julius ed Ethel Rosenberg. Iniziò a frequentare l'Università del Wisconsin a Madison nell'autunno del 1955. Ha detto che il suo desiderio all'epoca era sia di studiare la storia, considerata da  Karl Marx come la regina delle scienze, sia di diventare un leader dei comunisti americani. Nonostante fosse cresciuto per difendere sempre le azioni dell'Unione Sovietica, Radosh sviluppò una stretta amicizia con George Mosse, un docente e rifugiato ebreo dalla Germania nazista e antistalinista.
Nel 1959 arrivò all'Università dell'Iowa con l'intenzione di ottenere il Master. Nonostante sia stato cresciuto nel marxismo-leninismo, Radosh è rimasto scioccato dalle rivelazioni sui crimini di Stalin che hanno iniziato a essere rilasciate durante il disgelo di Krusciov. Sebbene fosse stato un leader della Labour Youth League di Madison, alla fine ruppe con il Partito Comunista USA sostenuto dai sovietici e divenne uno dei padri-fondatori della Nuova Sinistra americana.  La passione di Radosh per gli scritti di Isaac Deutscher fece infuriare la cellula del Partito Comunista di Madison. I loro tentativi di riportarlo nella linea del partito furono una parte importante della rottura di Radosh con il comunismo.  Nel 1963, è tornato a New York City con la moglie e i figli.

### Il caso di spionaggio Rosenberg
Radosh ha rivolto la sua attenzione a Julius ed Ethel Rosenberg. Dopo aver studiato i documenti declassificati dell'FBI e aver intervistato i loro amici e collaboratori, Radosh ha concluso che Julius ed Ethel Rosenberg erano effettivamente colpevoli di spionaggio per conto del KGB. Nel libro del 1983 The Rosenberg File , lui e il coautore Joyce Milton concludono che Julius Rosenberg era colpevole di spionaggio e che Ethel era a conoscenza delle sue attività. Una seconda edizione, pubblicata dalla Yale University Press, nel 1997 incorpora prove ottenute dall'ex Unione Sovietica. Radosh e Milton hanno anche condannato la cattiva condotta dell'accusa nel caso. Come risultato del loro libro del 1983 e delle rivelazioni sui giornali di Vassiliev e sui decifrati del progetto Venona, è prevalsa la tesi che i Rosenberg fossero davvero agenti sovietici e che Julius Rosenberg aveva messo insieme una rete attiva per rubare importanti segreti militari a favore dell'Unione Sovietica. L'esplosiva intervista rilasciata nel 2008 a Sam Roberts del New York Times da parte del co-imputato al processo dei Rosenberg, Morton Sobell, (dopo essere stato condannato a 30 anni e aver proclamato per anni la sua innocenza, ha ammesso la propria colpa e quella di Julius Rosenberg), ha di fatto confermato la tesi sostenuta in The Rosenberg File. Un anno dopo, Radosh e Steven Usdin hanno intervistato per il Weekly Standard Sobell sul materiale passato ai sovietici dalla rete Rosenberg.
Secondo l'amico di lunga data, David Horowitz, la decisione di Radosh di pubblicare le sue scoperte ha portato al suo ostracismo sociale. La sua amicizia con Horowitz  si è poi conclusa nel 2016 quando Horowitz ha approvato la candidatura di Donald Trump per la presidenza degli Stati Uniti.

### La guerra del Vietnam
Dopo aver insegnato in due college della comunità a Brooklyn, Radosh è entrato a far parte della sezione di New York del Comitato per fermare la guerra in Vietnam. Ricorda:
Poco dopo, Radosh si unì anche alla sede di New York di Students for a Democratic Society.
Nel suo libro Prophets on the Right, completato nel 1974, Radosh si definì sia "un sostenitore di una soluzione socialista alla crisi interna americana" e "uno storico radicale". Il libro descrive diversi conservatori storici o isolazionisti di estrema destra, "critici del globalismo americano", uomini che erano "al di fuori del consenso o del mainstream... [e] considerati sovversivi dell'ordine esistente". Lo scopo dichiarato di Radosh nella stesura del libro era quello di "spingerci (...) a riflettere attentamente sulle possibilità alternative" alla "nostra situazione attuale", un chiaro riferimento alla guerra del Vietnam all'epoca ancora in corso.
Nel 1976, Radosh era uno "sponsor fondatore" della rivista di James Weinstein In These Times. I suoi articoli sono apparsi anche su The New Republic, The Weekly Standard, National Review, il blog Frontpagemag.com e molti altri giornali e riviste.

### Le memorie
Le sue memorie, pubblicate nel 2001, sono intitolate Commies: A Journey Through the Old Left, the New Left, and the Leftover Left. Il libro di memorie discute le varie ragioni della sua disillusione nei confronti della sinistra e delle soluzioni marxiste utopiche, compreso il suo viaggio a Cuba della metà degli anni '70, le sue esperienze in America centrale negli anni '80 e come è stato visto dalla sinistra perché ha osato raccontare verità sullo spionaggio dei Rosenberg.
Col passare degli anni le sue opinioni politiche hanno cominciato a spostarsi verso idee conservatrici, finendo anche per influenzare il suo lavoro di storico.
In collaborazione con la moglie Allis, ha scritto un libro su Truman, A Safe Haven: Harry S. Truman, e uno sulla fondazione dello Stato di Israele, Founding of Israel, pubblicato da HarperCollins nel 2009.  Ha anche scritto  libri sulle attività di Stalin durante la guerra civile spagnola e sulla presidenza di Warren G. Harding, pubblicato da Simon & Schuster.
Radosh è ricercatore presso l'Hudson Institute di Washington, DC, e professore emerito di storia presso la City University di New York, dove è stato membro della facoltà sia del Queensborough Community College che della Graduate Faculty in storia.

### Polemiche sul "Tradimento Americano"
Il 7 agosto 2013, Radosh ha recensito in modo molto critico in FrontPage Magazine il libro di Diana West "American Betrayal", Tradimento americano.  E ne è nata un'ampia polemica che ha coinvolto numerosi studiosi. La West sostiene che l'infiltrazione  nel governo degli Stati Uniti di agenti sovietici modificò in modo significativo le politiche alleate durante la seconda guerra mondiale in modo da favorire l'Unione sovietica. Radosh ha criticato  la conoscenza limitata della West della letteratura accademica e ha definito la sua tesi una "teoria del complotto del giornalismo giallo". La West ha poi pubblicato un testo di follow-up incentrato sulle accuse rivolte contro di lei da Radosh e altri, tra cui John Earl Haynes e Harvey Klehr, studiosi di spionaggio sovietico.

## Vita privata
Radosh sposò Alice Schweig nell'estate del 1959. Ricorda: "Il nostro matrimonio è stato il fine settimana del Labor Day e dopo la cerimonia siamo andati a New York per trascorrere una notte in città. Abbiamo celebrato il nostro matrimonio assistendo alla parata annuale del Labor Day proletario che ancora marciava per il centro di New York". Si separarono nel 1969 e successivamente divorziarono.
Nell'ottobre 1975, Radosh sposò Allis Rosenberg, che ha un dottorato in storia americana e con lui è coautore di due libri. La coppia risiede a Silver Spring, nel Maryland.

## Opere
- American Labor and United States Foreign Policy, New York, Random House, 1969
- Debs. Englewood Cliffs, New York, Prentice-Hall, 1971
- (insieme a Murray Rothbard), A New History of Leviathan: Essays on the American Corporate State, New York, E. P. Dutton, 1972
- Prophets On The Right: Profiles of Conservative Critics of American Globalism, New York, Simon & Schuster, 1975
- The New Cuba: Paradoxes and Potentials, New York, Morrow, 1976
- (insieme a Joyce Milton), The Rosenberg File: A Search for Truth, New York, Holt, Rinehart and Winston, 1983 (ristampato nel 1993  con una nuova introduzione, New Haven, Yale University Press)
- Divided They Fell: The Demise of the Democratic Party, 1964–1996, New York, Free Press, 1996
- (insieme a Harvey Klehr), The Amerasia Spy Case: Prelude to McCarthyism, University of North Carolina Press, 1996
- Commies: A Journey Through the Old Left, the New Left, and the Leftover Left, San Francisco, Encounter Books, 2001
- (insieme a Mary R. Habeck e Grigorii Nikolaevich Sevostianov), Spain Betrayed: The Soviet Union in the Spanish Civil War,  New Haven, Yale University Press, 2001
- (insieme a Allis Radosh), Red Star Over Hollywood: The Film Colony's Long Romance With The Left, San Francisco, Encounter Books, 2005
- (insieme a Allis Radosh), A Safe Haven: Harry S. Truman and the Founding of Israel, New York, HarperCollins, 2009